# 권세연
권세연(權世淵, 1836년 1월 19일 ~ 1899년 12월 10일)은 조선말기 의병장이다. 본관은 안동(安東). 경상북도 봉화 출신이다. 자는 조원(祖源), 호는 담와(澹窩), 성대(星臺).

## 생애
그는 을미사변과 단발령을 계기로 1896년 1월 11일 안동지역 유림 대표들이 모인 자리에서 의병장으로 추대되었다. 격문을 발표하고 각지의 의병부대와 연합했다. 이때 연합한 세력은 예안의 이만도(李晩燾), 영양의 조승기(趙承基), 문경의 이강년(李康秊)·유시연(柳時淵)·김도화(金道和)·김도현(金道鉉)이다. 공방 끝에 안동부를 장악했다. 1990년 건국훈장 애국장이 추서됐다. 임시정부 초대 국무령 이상룡의 외삼촌.

## 같이 보기
- 항일의병운동
- 신돌석
- 이상룡